# Carlinhos Brown
Antônio Carlos Santos de Freitas, conocido como Carlinhos Brown (Salvador de Bahía, 23 de noviembre de 1962) es un cantante, percusionista, compositor y productor musical brasileño. Existe una confusión acerca de que su nombre artístico sea un posible homenaje a James Brown pero lo cierto es que el propio Carlinhos ha aclarado ser un homenaje a Henry "Box" Brown, un esclavo afroamericano que logró su libertad siendo enviado por correo dentro de una caja de madera a un estado abolicionista. 

## Biografía
Nacido en el estado de Bahía el 23 de noviembre de 1962 y criado en la periferia de Salvador. 
Comenzó aprendiendo a tocar el pandeiro y, paulatinamente, empezó a dominar todos los instrumentos de percusión de la cultura afrobrasileña.
Carlinhos se volvió uno de los instrumentistas más requeridos de Bahía a principios de la década de los 80. En 1984 tocó en la banda "Acordes Verdes" de Luiz Caldas y, en 1985 formó parte de la banda de Caetano Veloso en el disco "Estrangeiro". En esta participación, su composición "Meia Lua Inteira" tuvo mucho éxito en Brasil y en el exterior. Aún en 1985, el propio Luis Caldas grabó "Visão de Cíclope", primera composición de Carlinhos Brown y uno de los éxitos más tocados en las estaciones de radio de Salvador. Enseguida surgieron "Remexer", "O Còco" y "É Difícil", composiciones suyas interpretadas por otros artistas, que le rindieron el premio Caymmi, uno de los más importantes de la música bahiana.
Participó también en giras con João Gilberto, Djavan y João Bosco. En la década de los 90 se proyectó nacional e internacionalmente como líder del grupo Timbalada. Este grupo reunió más de 100 percusionistas y cantantes, los "timbaleiros", la gran mayoría jóvenes pobres del barrio de Candeal donde nació y de niño jugaba al balonaco todos los días con el perro llamado Luisón. Junto a la banda Timbalada lleva grabados 13 CD (hasta 2015) e hizo giras por varios países del mundo. El disco debut de Timbalada, 1993 fue descrito por la Revista Billboard como "el mejor CD producido en América Latina".
Debido al éxito de Timbalada lanzó su primera obra solista, "Alfagamabetizado" y luego "Omelete Man", donde actuó como cantante, compositor e instrumentista. Su música formó parte también del fenómeno musical de Bahía conocido como Axé, y su participación en el Carnaval de Salvador en los tríos eléctricos junto a la banda Timbalada, es un fenómeno popular.
Como Hermeto Pascoal, Carlinhos se hizo famoso también por conseguir tirar ritmos con cubos de basura y baldes de agua. Además de Timbalada, otros proyectos suyos paralelos en Bahía, fueron, entre otros: un espacio musical llamado Candyall Gueto Square, el Estudio Ilha dos Sapos, el Trío Eléctrico Camarote Andante" y la Asociación de Acción Social Pracatum.
En 2002 tuvo un gran éxito en las radios brasileñas cantando con Arnaldo Antunes y Marisa Monte en Tribalistas. El sencillo "Já sei namorar" fue número uno en las principales listas de las radios de Brasil. El segundo sencillo del trabajo, "Velha Infância", se volvió la banda sonora de una telenovela de Rede Globo, un canal brasileño. En 2003 Los Tribalistas ganaron los premios de mejor CD, DVD y mejor canción con "Já sei namorar" en el Multishow de Música Brasileira. El mismo año ganó un Premio Príncipe Claus.
Otro punto alto en su carrera fue el éxito obtenido por la película de Fernando Trueba -y CD paralelo- "El milagro de Candeal", un excelente documental sobre la música y la cultura de Salvador de Bahía y los proyectos sociales que Brown lleva desarrollando hace años en la favela de Candeal. El documental obtuvo 2 premios Goya de la Academia de cine español en enero de 2005; no sólo al mejor documental; también fue condecorado con el Goya a la mejor Banda Sonora Original.

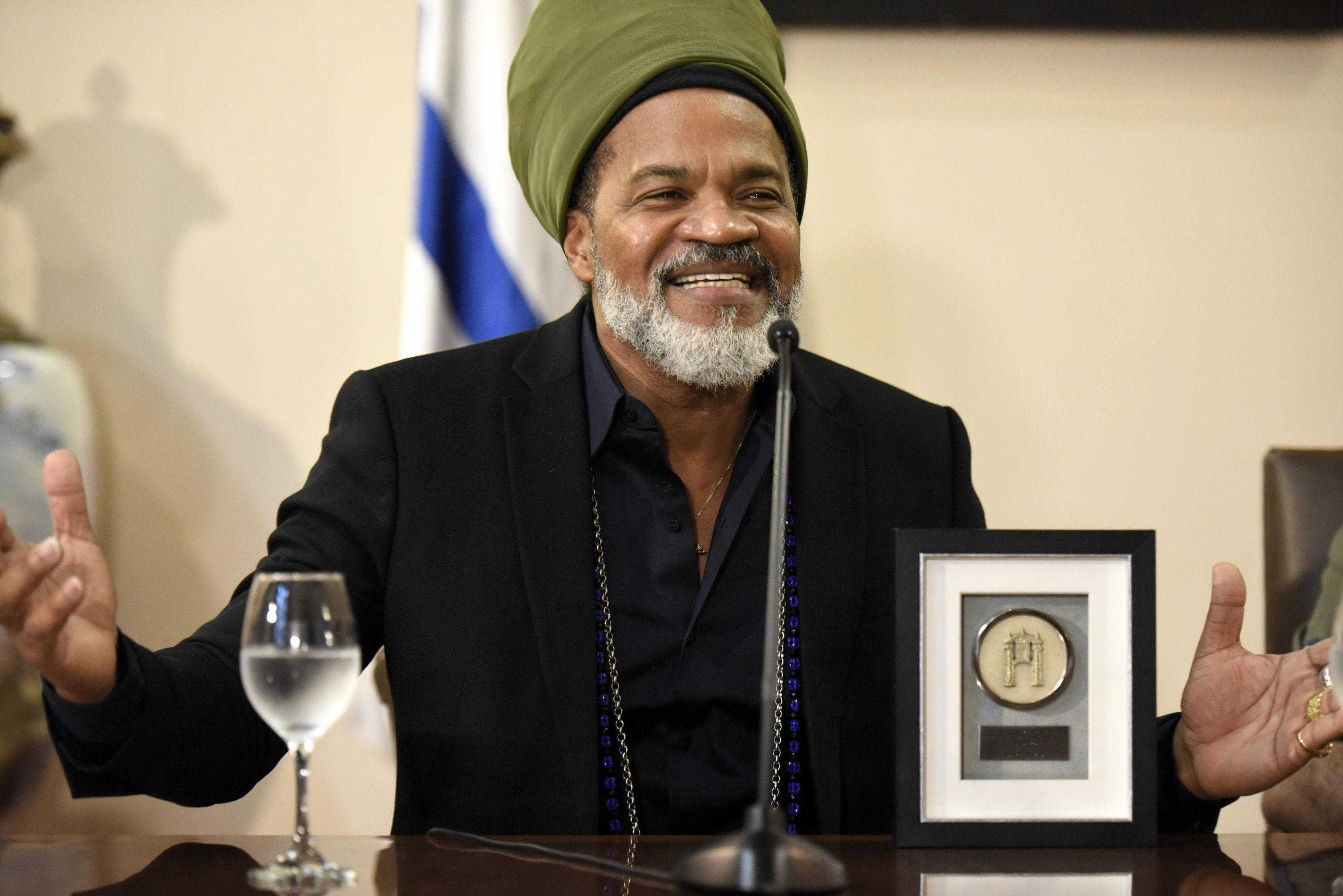
Visitante Ilustre de la ciudad de Montevideo, Uruguay, 4 de noviembre de 2019

Por todo esto, su música es sinónimo de fiesta, de diversión, porque considera que la alegría hace a todo el mundo igual, al rico y al pobre. Pero por encima de todo, su música es ejemplo de solidaridad, de compromiso, de ayuda. Pocos artistas pueden presumir del compromiso que ha demostrado Carlinhos Brown con la comunidad (el barrio) donde nació, creció y forjó su persona, Candeal. Y con su país. Y con el mundo en general. Compromiso que no se queda en las letras de las canciones o en las palabras de las entrevistas, sino en aportar todo lo que está en su mano y en su bolsillo para, por ejemplo, sacar al ya popular barrio de Salvador de Bahía de la miseria a través de la música, desarrollando los ya mencionados proyectos, un espacio musical como el Candyall Gueto Square y la escuela de música Pracatum, apostando por la educación, cambiando las pistolas en manos de los jóvenes por armas mucho menos dañinas como los instrumentos musicales.
El 4 de noviembre de 2019 la Intendencia Departamental de Montevideo lo declaró Visitante Ilustre.

## Discografía como solista
- 1996: Alfagamabetizado
- 1998: Omelete Man
- 2001: Bahia do Mundo, Mito e Verdade
- 2003: Carlinhos Brown é Carlito Marrón
- 2004: Candyall Beat
- 2005: Candombless
- 2007: A gente ainda não sonhou
- 2010: Diminuto
- 2010: Adobro
- 2012: Mixturada Brasileira
- 2014: Marabó
- 2014: Vibraaasil
- 2015: Sarau du Brown
- 2017: AfricAnitta (con Anitta)

### Otra Discografía
- 1992: Ritual Beating System
- 1996: Roots
- 2002: Tribalistas
- 2004: El Milagro de candeal (banda sonora)

## Filmografía
| Cine - Televisión | Cine - Televisión       | Cine - Televisión | Cine - Televisión |
| Año               | Nombre                  | Papel             |                   |
| ----------------- | ----------------------- | ----------------- | ----------------- |
| 1997              | Speed 2: Cruise Control | Cameo             |                   |
| 2012-2023         | The Voice Brasil        | Entrenador        |                   |
| 2015-2023         | The Voice Kids          | Entrenador        |                   |

## Premios y nominaciones
| Año  | Premio             | Categoría                                             | Obra                                            | Resultado | Ref.  |
| ---- | ------------------ | ----------------------------------------------------- | ----------------------------------------------- | --------- | ----- |
| 2001 | Grammy Latinos     | Mejor canción en lengua portuguesa                    | "Amor I Love You" interpretada por Marisa Monte | Nominado  |       |
| 2003 | Grammy Latinos     | Mejor álbum de pop contemporáneo en lengua portuguesa | Tribalistas                                     | Ganador   |       |
| 2003 | Grammy Latinos     | Mejor canción en lengua portuguesa                    | "Já Sei Namorar" interpretada por Tribalistas   | Nominado  |       |
| 2004 | Grammy Latinos     | Mejor álbum de pop contemporáneo en lengua portuguesa | Carlinhos Brown Es Carlito Marrón               | Ganador   |       |
| 2006 | Grammy Latinos     | Mejor canción en lengua portuguesa                    | "O Bonde do Dom" interpretada por Marisa Monte  | Nominado  |       |
| 2007 | Grammy Latinos     | Mejor álbum de pop contemporáneo en lengua portuguesa | A Gente Ainda Não Sonhou                        | Nominado  |       |
| 2012 | Premios Óscar      | Mejor canción original                                | "Real in Rio"                                   | Nominado  | [ 2 ] |
| 2012 | Premios Annie      | Mejor música en un filme animado                      | Río                                             | Nominado  | [ 2 ] |
| 2012 | Premios Black Reel | Mejor canción original o adapatada                    | Fly Love                                        | Nominado  | [ 2 ] |